# 二氯化锇
二氯化锇是一种无机化合物，化学式为OsCl2，它是锇的氯化物之一。它可用于三烷基胺的催化合成中。

## 制备及性质
二氯化锇可由三氯化锇在500 °C真空中的歧化反应制得：
{\displaystyle {\ce {2OsCl3 -> OsCl4 + OsCl2}}}
它是吸湿性的暗棕色固体，难溶于水，不和盐酸或硫酸反应。它可以和2,2'-联吡啶形成配位化合物。